# Porträtt av kejsar Maximilian I
Porträtt av kejsar Maximilian I är en oljemålning av den tyske renässanskonstnären Albrecht Dürer. Den målades 1519 och ingår idag i Kunsthistorisches Museums samlingar i Wien. Dürer målade även en andra, något större version i tempera som tillhör Germanisches Nationalmuseum i Nürnberg.  
Maximilian I, som var tysk-romersk kejsare 1508–1519 och kulturellt intresserad, utnämnde Dürer till hovmålare 1512. Konstnären utförde en skiss (kolteckning i Albertina) av den 59-årige kejsaren den 28 juni 1518 under riksdagen i Augsburg – knappt ett halvår före kejsarens död. På teckningen har Dürer skrivit "Das ist kaiser maximilian din hab ich albrecht dürer ze awgspueg hoch obn Awff dir pfalz In seim kleinen stübli künterfett do man zalt 1518 am Mandag Nach Johannis tawffir" (Detta är kejsar Maximilian, som jag, Albrecht Dürer, porträtterade i hans lilla kammare i tornet i Augsburg måndagen efter den helige Johannes Döparens dag år 1518). Från skissen utförde Dürer två målningar och ett träsnitt – alla färdigställda efter kejsaren död. Troligen var det bankmannen Jakob Fugger som beställde porträttet.
Målningen visar Maximilian i halvfigur, trekvartsprofil och klädd i en utsökt pälsrock utan alla former av kejserliga insignier. I handen håller Maximilian ett granatäpple vilket symboliserar kejserlig auktoritet. Upp till vänster avbildas Habsburgarnas vapensköld med dubbelörnen och till höger i jämnhöjd med kejsarens huvud återfinns konstnärens signatur i form av monogram och datering. Den långa inskriptionen beskriver kejsarens liv och verk samt anger att han avled den 12 januari 1519 (och är således skriven efter detta datum).  
Nürnbergversionen anses ofta var en skiss till Wienmålningen eftersom den varken är signerad eller daterad. Den är utförd i temperafärg på duk, och inte olja på pannå som Wienversionen, och har blå istället för grön bakgrund. Inskriptionen är på tyska och inte latin. I Nürnbergversionen avbildas Gyllene skinnets ordenstecken dels i en kedja som kejsaren bär runt halsen, dels runt vapenskölden upp till vänster; i Wienmålningen är den endast återgiven runt vapenskölden. 
Dürer avbildade även kejsar Maximilian i Rosenkransfesten.

## Bilder

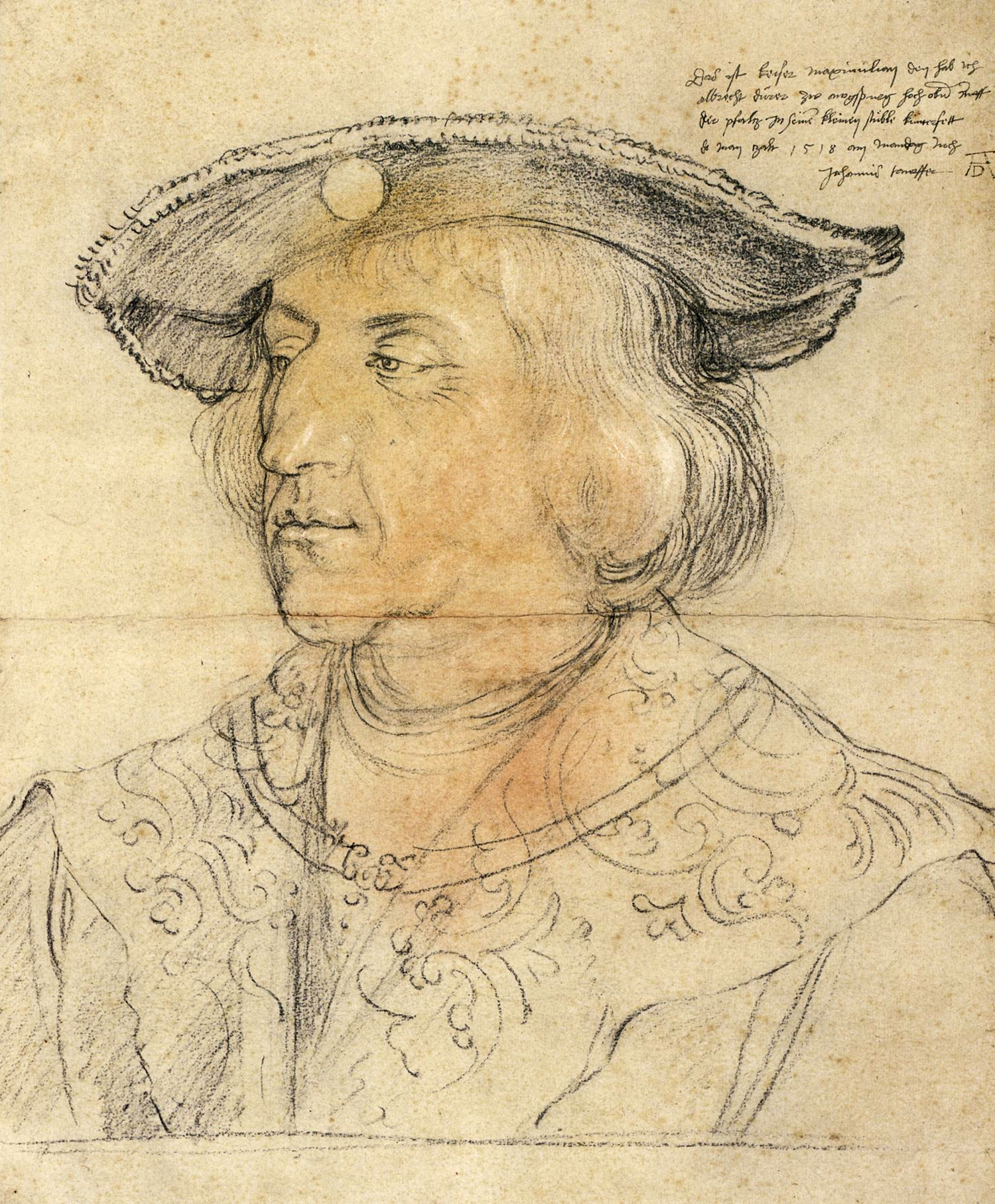
Albrecht Dürers kolteckning från 1518. Albertina i Wien.
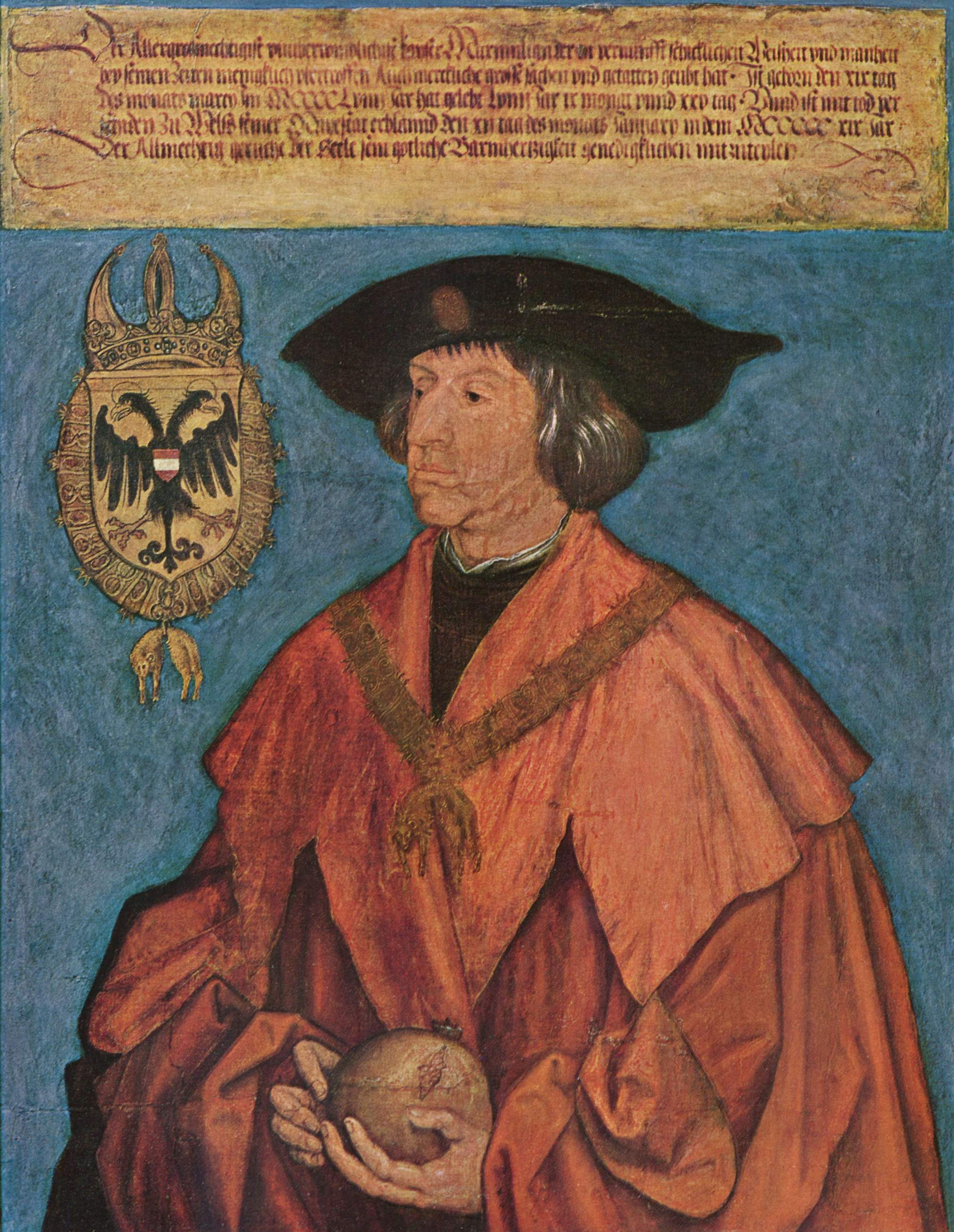
Dürers Porträtt av kejsar Maximilian I från 1519. Tempera på duk. Storlek: 86,2 x 67,2 cm. Germanisches Nationalmuseum.